# Wien-Halbmarathon

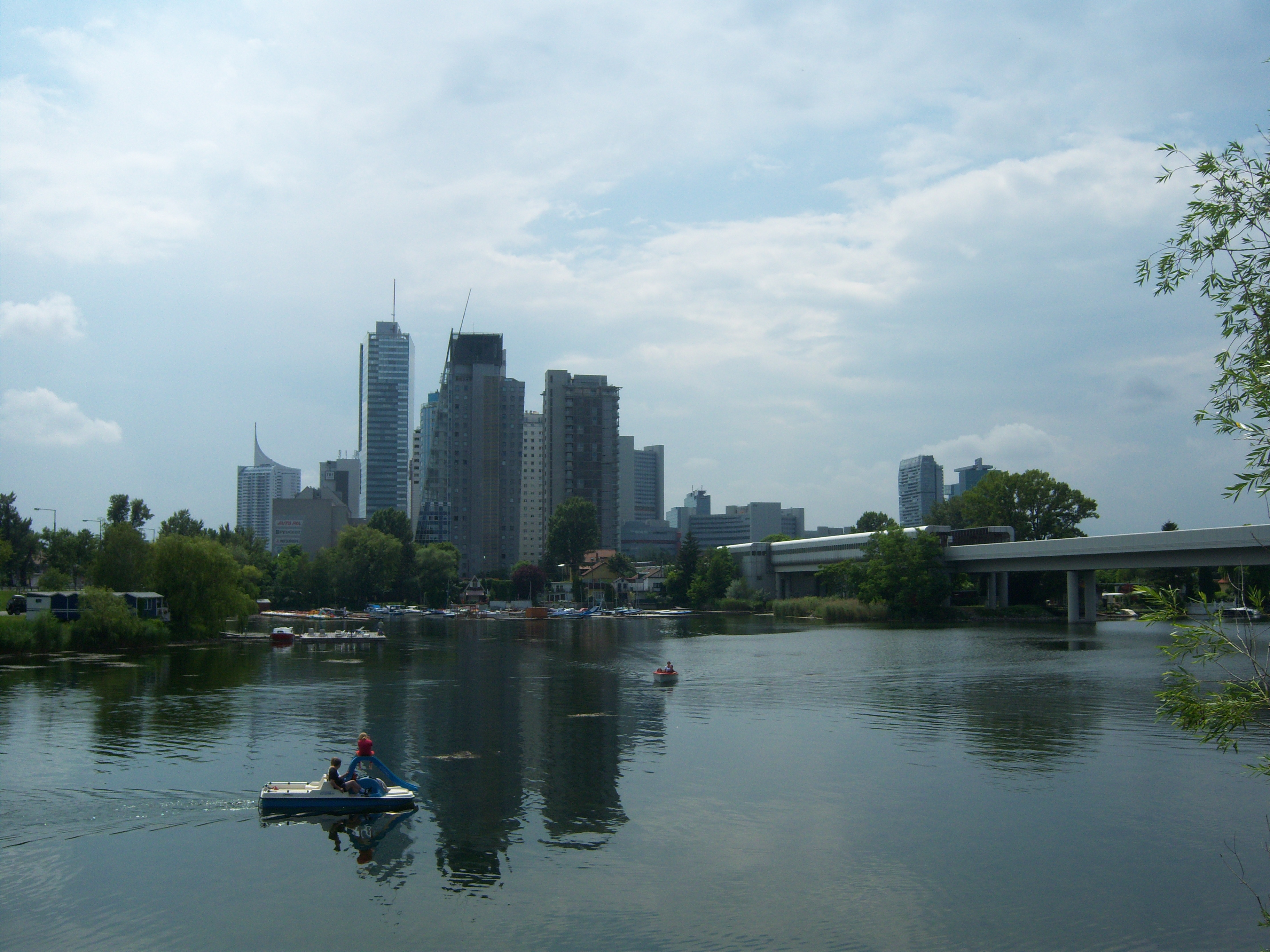
Die Alte Donau bei der Kagraner Brücke

Der Wien-Halbmarathon (mit offiziellem Namen Wiener Halbmarathon) ist ein Volkslauf in etwa über die Halbmarathondistanz in Wien, der seit 2000 stattfindet und zu den größten in Österreich gehört.

## Organisation
Dieses Laufveranstaltung über rund 21 km wurde erstmals im Jahr 2000 als „Wien Donauinsel Halbmarathon“ ausgetragen. Von 2001 bis 2016 wurde der Lauf unter dem Namen Wien Energie Halbmarathon ausgetragen. Der Wien-Halbmarathon hat keine exakt vermessene Strecke und gilt daher offiziell als Volkslauf.
Für viele Starter ist dies auch eine Vorbereitung für den Wien-Marathon, der einen Monat später stattfindet.
Neben dem „Halbmarathon“ gibt es hier auch den „Raiffeisen Fun Run“ über 6,8 km.
2005 wurden hier vom Österreichischen Leichtathletik-Verband die Staatsmeister im Halbmarathon ermittelt.
Die Strecke beginnt am Donau Zentrum und geht über eine dreimal zu absolvierende Runde entlang der Oberen Alten Donau. Bei der 16. Austragung im März 2015 waren hier 3500 Teilnehmer am Start. Der nächste Wien-Halbmarathon findet am 26. März 2017 statt.

## Streckenrekorde
- Männer: 1:01:07, Charles Gnolepus (KEN), 2006
- Frauen: 1:13:03, Selina Chemunge Chelimo (KEN), 2006

2006 erzielte hier der Kenianer Charles Gnolepus die schnellste bis dahin in Österreich gelaufene Zeit.

## Siegerliste
| Austragung/Datum   | Männer                | Zeit       | Frauen                  | Zeit       |
| ------------------ | --------------------- | ---------- | ----------------------- | ---------- |
| 26. März 2017      |                       |            |                         |            |
| 2016               |                       |            |                         |            |
| 15. März 2015      | Lemawork Ketema -2-   | 1:04:48    | Sylvia Klenkhart -2-    | 1:23:04    |
| 16. März 2014      | Lemawork Ketema       | 1:07:43    | Cornelia Köpper         | 1:18:42    |
| 17. März 2013      | Tom Eisner            | 1:15:08    | Astrid Rogl             | 1:29:04    |
| 18. März 2012      | Petr Pechek           | 1:06:31    | Céline Hauert           | 1:14:59    |
| 16. März 2011      | Alfred Sungi          | 1:11:34    | Sylvia Buxhofer         | 1:23:28    |
| 21. März 2010      | Marius Bock           | 1:10:27    | Natalia Steiger         | 1:21:31    |
| 22. März 2009      | Martin Steinbauer -3- | 1:04:52    | Eva-Maria Gradwohl -3-  | 1:15:11    |
| 30. März 2008      | Martin Steinbauer -2- | 1:05:27    | Susanne Pumper -2-      | 1:13:22    |
| 25. März 2007      | Roman Weger           | 1:04:36    | Susanne Pumper          | 1:14:10    |
| 2. Apr. 2006       | Charles Gnolepus      | 1:01:07 SR | Selina Chemunge Chelimo | 1:13:03 SR |
| 24. Apr. 2005 (ÖM) | Markus Hohenwarter    | 1:05:30    | Eva-Maria Gradwohl -2-  | 1:14:56    |
| 8. Apr. 2004       | Martin Steinbauer     | 1:07:16    |                         |            |
| 3. Apr. 2003       |                       |            | Eva-Maria Gradwohl      | 1:13:25    |
| 21. Apr. 2002      | Benedek Zsolt         | 1:07:15    | Andrea Mayr             | 1:18:43    |
| 22. Apr. 2001      |                       |            |                         |            |
| 21. Sep. 2000      | Andreas Repp          | 1:10:32    | Berta Höfler            | 1:31:43    |

(SR = Streckenrekord)